# Yuval Spungin
Yuval Spungin (in ebraico יובל שפונגין‎?; Ramat Gan, 3 aprile 1987) è un ex calciatore israeliano, di ruolo difensore.

## Palmarès

### Club

#### Competizioni nazionali
- Coppa Toto Al: 1

Maccabi Tel Aviv: 2008-2009
- Supercoppa di Cipro: 2

Omonia: 2010, 2012
- Coppa di Cipro: 2

Omonia: 2010-2011, 2011-2012